# Sainte-Pazanne
Sainte-Pazanne – miejscowość i gmina we Francji, w regionie Kraj Loary, w departamencie Loara Atlantycka.
Według danych na rok 2010 gminę zamieszkiwało 5437 osób, a gęstość zaludnienia wynosiła 130 osób/km².